# Hoffmannia gesnerioides
Hoffmannia gesnerioides là một loài thực vật có hoa trong họ Thiến thảo. Loài này được (Oerst.) Kuntze mô tả khoa học đầu tiên năm 1891.